# Amfitheater van Amiternum
Het Amfitheater van Amiternum is een Romeins amfitheater in het Italiaanse San Vittorino, bij L'Aquila.
Het amfitheater werd in de 1e eeuw n.Chr. gebouwd in de toenmalige stad Amiternum. Het gebouw werd in de 2e eeuw gerestaureerd. 
Het amfitheater had een lengte van 68 meter en een breedte van 53 meter. Het bood plaats aan ongeveer 6.000 toeschouwers. De buitenste ring van de cavea bestond uit 48 arcaden en had oorspronkelijk twee verdiepingen. Het theater is gebouwd uit beton, bekleed met baksteen.
In de middeleeuwen verviel het amfitheater, al zijn de restanten altijd bovengronds zichtbaar geweest. Bij opgravingen in 1880 werd het gebouw verder blootgelegd. De fundering van de binnenste ring van de cavea staat nog voor een groot deel overeind, van de buitenste ring zijn de contouren nog zichtbaar. De zitplaatsen zelf zijn verdwenen. 